# Nicolai Vallys
Nicolai Vallys, né le 4 septembre 1996 à Copenhague au Danemark, est un footballeur international danois qui évolue au poste d'ailier gauche au Brøndby IF.

## Biographie

### Débuts
Né à Copenhague au Danemark, Nicolai Vallys commence sa carrière au BK Skjold puis au Skovshoved IF, en troisième division danoise. En juin 2018 il rejoint le FC Roskilde.

### Silkeborg IF
Le 1er juillet 2019, Nicolai Vallys s'engage pour un contrat de deux ans avec le Silkeborg IF, tout juste promu en première division. 
Il joue son premier match avec Silkeborg le 14 juillet 2019 face au Brøndby IF, lors de la première journée de la saison 2019-2020. Il découvre par la même occasion la Superligaen. Il entre en jeu à la place de Marc Rochester Sørensen (en) et son équipe s'incline par trois buts à zéro. Il inscrit son premier but pour Silkeborg le 27 octobre 2019 contre l'Hobro IK, en championnat. Servi par Mads Emil Madsen, Vallys permet à son équipe d'égaliser ce jour-là (1-1 score final).
Le 4 juillet 2020, il se met en évidence en inscrivant son premier doublé en première division, lors de la réception du Lyngby BK, permettant à son équipe de l'emporter sur le score de deux buts à zéro.

### Brøndby IF
Le 31 août 2022, Nicolai Vallys s'engage en faveur du Brøndby IF. Il signe un contrat de quatre ans, soit jusqu'en juin 2026,. Son arrivée au club suscite des réactions positives après la forme éclatante du joueur ces derniers mois dans le championnat danois, mais Vallys subit également des critiques haineuses à son égard de la part de certains supporters du Brøndby IF, lui reprochant d'avoir été un fan dans sa jeunesse du grand rival, le FC Copenhague.
Vallys marque son premier but pour le club dès sa deuxième apparition, le 11 septembre 2022 contre le Randers FC. Titularisé, il délivre une passe décisive pour Ohi Omoijuanfo puis marque le deuxième but de son équipe en fin de match sur un service de Daniel Wass (2-2 score final).
Le 19 février 2023, Vallys se fait remarquer lors d'une rencontre de championnat face à l'AC Horsens en réalisant son premier triplé pour Brøndby. Titulaire, il contribue à la victoire de son équipe par cinq buts à deux,.

### En sélection
Le 31 août 2023, Nicolai Vallys est appelé pour la première fois avec l'équipe nationale du Danemark par le sélectionneur Kasper Hjulmand. Il vient remplacer Mikkel Damsgaard, initialement dans la liste mais finalement forfait en raison d'une blessure musculaire,. Révélé sur le tard dans le monde professionnel, Vallys a la particularité de n'avoir jamais été appelé en sélection de jeunes et c'est donc sa première convocation avec une équipe nationale.